# Gornje Dobravice
Gornje Dobravice je naselje u slovenskoj Općini Metliki. Gornje Dobravice se nalazi u pokrajini Dolenjskoj i statističkoj regiji Jugoistočnoj Sloveniji. 

## Stanovništvo
Prema popisu stanovništva iz 2002. godine naselje je imalo 45 stanovnika.